# Comuna de Będzino
Będzino (polaco: Gmina Będzino) é uma gminy (comuna) na Polónia, na voivodia de Pomerânia Ocidental e no condado de Koszaliński.
De acordo com os censos de 2007, a comuna tem 9.297 habitantes, com uma densidade 51,4 hab/km².

## Área
Estende-se por uma área de 180,92 km².